# 𐤌
La mem (𐤌‏‏‏) es la decimotercera letra del alfabeto fenicio. Representaba el sonido sonante, nasal y bilabial transliterado como /m/. De esta letra derivan la mem siríaca (ܡ), la mem hebrea (מ), la mīm árabe (ﻡ), la mi (Μ) griega, la M latina y la М cirílica.

## Historia

### Origen
Literalmente significa «agua» y probablemente deriva del jeroglífico egipcio de agua, que los fenicios habrían simplificado y al que habrían otorgado el valor /m/ a partir de la palabra mw o mem (𐤌‏𐤌‏), «agua»; māʾ (ماء) en árabe moderno.
Mem deriva del  jeroglífico egipcio de agua:
| N35 |

En el alfabeto fenicio este se simplifica () y recibe el nombre de la palabra fenicia para "agua", mem, que en última instancia proviene del protosemítico *may-.

### Correspondencia egipcia
| m | M |

| m | M |

Cuando querían representar el sonido m solo, los egipcios tenían dos jeroglíficos: un búho (G17) para espacios vericales en un espacio vertical y otro para horizontales que puede representar una costilla o una cueva (Aa15). Es de destacar que el glifo egipcio de la onda de agua (N35) tenía el valor de /n/, por acrofonía de la palabra «agua» que en idioma egipcio que se decía nt.

### Evolución
| Fenicio | Púnico | Arameo   | Arameo  | Arameo | Arameo    |
| Fenicio | Púnico | Imperial | Nabateo | Hatreo | Palmireno |
| ------- | ------ | -------- | ------- | ------ | --------- |
|         |        |          |         |        |           |

## Descendientes

### Alfabeto árabe
La letra se llama mīm, y se escribe de varias formas dependiendo de su posición en la palabra:
| Posición | Aislada | Final | Media | Inicial |
| -------- | ------- | ----- | ----- | ------- |
| Forma:   | م       | ـم    | ـمـ   | مـ      |

### Alfabeto hebreo
Su nombre hebreo es מֵם y representa una nasal bilabial [m]. Tiene una forma final diferente, utilizada al final de las palabras: su forma pasa de מ a ם.

### Alfabeto siríaco
| Madnḫaya | Serṭo | Esṭrangela | Unicode |
| -------- | ----- | ---------- | ------- |
|          |       |            | ܡ       |

En el alfabeto siríaco, la decimotercera letra es ܡ (en siríaco clásico: ܡܝܡ - mīm). Su valor numérico es 40. 
| Forma final y aislada | Forma inicial y media |
| --------------------- | --------------------- |
| ܡ                     | ܡܡ                    |
|                       |                       |

La mīm se traza diferente según su posición de la palabra, nótese la diferencia: ܡܡ. A principio o mitad de palabra tiene una forma abierta por debajo, por ejemplo en la palabra ܡܳܐ (ma:?, «qué») o la palabra ܡܒܲܪܣܸܡ (mbersim, «sonrisa»). En canbio cuando va al final de palabra o aislada su forma es ܡ.
Representa el sonido de la nasal bilabial transliterado como /m/.

## Codificaciones de caracteres
| Carácter      | ܡ                 | ܡ                 | ࠌ                    | ࠌ                    |
| ------------- | ----------------- | ----------------- | -------------------- | -------------------- |
| Unicode       | SYRIAC LETTER MIM | SYRIAC LETTER MIM | SAMARITAN LETTER MIM | SAMARITAN LETTER MIM |
| Codificación  | decimal           | hex               | decimal              | hex                  |
| Unicode       | 1825              | U+0721            | 2060                 | U+080C               |
| UTF-8         | 220 161           | DC A1             | 224 160 140          | E0 A0 8C             |
| Ref. numérica | &#1825;           | &#x721;           | &#2060;              | &#x80C;              |

| Carácter      | 𐎎                   | 𐎎                   | 𐡌                           | 𐡌                           | 𐤌                     | 𐤌                     |
| ------------- | ------------------- | ------------------- | --------------------------- | --------------------------- | --------------------- | --------------------- |
| Unicode       | UGARITIC LETTER MEM | UGARITIC LETTER MEM | IMPERIAL ARAMAIC LETTER MEM | IMPERIAL ARAMAIC LETTER MEM | PHOENICIAN LETTER MEM | PHOENICIAN LETTER MEM |
| Codificación  | decimal             | hex                 | decimal                     | hex                         | decimal               | hex                   |
| Unicode       | 66446               | U+1038E             | 67660                       | U+1084C                     | 67852                 | U+1090C               |
| UTF-8         | 240 144 142 142     | F0 90 8E 8E         | 240 144 161 140             | F0 90 A1 8C                 | 240 144 164 140       | F0 90 A4 8C           |
| Ref. numérica | &#66446;            | &#x1038E;           | &#67660;                    | &#x1084C;                   | &#67852;              | &#x1090C;             |